# Campeonato Asiático de Atletismo de 2015 - 400 m com barreiras feminino
A prova dos 400 metros com barreiras feminino do Campeonato Asiático de Atletismo de 2015 foi disputada entre os dias 4 e 6 de junho de 2015 no Wuhan Stadium em Wuhan, na China. 

## Recordes
Antes desta competição, os recordes mundiais e do campeonato nesta prova eram os seguintes:
|                       | Nome              | Nacionalidade | Tempo  | Local   | Data                   |
| --------------------- | ----------------- | ------------- | ------ | ------- | ---------------------- |
| Recorde mundial       | Yuliya Pechonkina | Rússia        | 52s 34 | Tula    | 8 de agosto de 2003    |
| Recorde do campeonato | Huang Xiaoxiao    | China         | 55s 63 | Incheon | 2005                   |
| Recorde asiático      | Han Qing          | China         | 53s 96 | Pequim  | 26 de setembro de 1993 |

Os seguintes recordes foram estabelecidos durante esta competição:
| Data       | Evento | Atleta            | Nacionalidade | Tempo  | Notas                 |
| ---------- | ------ | ----------------- | ------------- | ------ | --------------------- |
| 6 de junho | Final  | Oluwakemi Adekoya | Bahrein       | 54s 31 | Recorde do campeonato |

## Medalhistas
| Ouro                    | Prata             | Bronze         |
| Oluwakemi Adekoya (BHR) | Manami Kira (JPN) | Xiao Xia (CHN) |

## Cronograma
Todos os horários são locais (UTC+8)
| Data       | Hora  | Evento  |
| ---------- | ----- | ------- |
| 4 de junho | 10:00 | Bateria |
| 6 de junho | 16:30 | Final   |

## Resultados

### Bateria
Qualificação: 3 atletas de cada bateria  (Q) mais os 2 melhores qualificados (q). 
| Posição | Bateria | Atleta              | Nacionalidade | Tempo   | Notas |
| ------- | ------- | ------------------- | ------------- | ------- | ----- |
| 1       | 2       | Oluwakemi Adekoya   | Bahrein       | 55.84   | Q     |
| 2       | 2       | Manami Kira         | Japão         | 58.02   | Q     |
| 3       | 2       | Aleksandra Romanova | Cazaquistão   | 58.94   | Q     |
| 4       | 1       | Xiao Xia            | China         | 59.06   | Q     |
| 5       | 1       | Akiko Ito           | Japão         | 59.20   | Q     |
| 6       | 2       | Anu Raghavan        | Índia         | 59.28   | q     |
| 7       | 1       | Jo Eun-ju           | Coreia do Sul | 1:00.06 | Q     |
| 8       | 2       | Ghofran Al-Mohammad | Síria         | 1:00.59 | q     |
| 9       | 1       | Niluka Gamaralalage | Sri Lanka     | 1:00.66 |       |
| 10      | 1       | Lam Christy Ho Yan  | Hong Kong     | 1:05.09 |       |
| 11      | 2       | Wang Huan           | China         | DNF     |       |

### Final
A final da prova ocorreu dia 6 de junho às 16:30.
| Posição           | Raia | Atleta              | Nacionalidade | Resultados | Notas                 |
| ----------------- | ---- | ------------------- | ------------- | ---------- | --------------------- |
| Medalha de ouro   | 4    | Oluwakemi Adekoya   | Bahrein       | 54.31      | Recorde do campeonato |
| Medalha de prata  | 3    | Manami Kira         | Japão         | 57.14      |                       |
| Medalha de bronze | 5    | Xiao Xia            | China         | 57.69      |                       |
| 4                 | 2    | Anu Raghavan        | Índia         | 57.79      |                       |
| 5                 | 7    | Aleksandra Romanova | Cazaquistão   | 58.03      |                       |
| 6                 | 1    | Ghofran Al-Mohammad | Síria         | 58.68      |                       |
| 7                 | 6    | Akiko Ito           | Japão         | 59.08      |                       |
| 8                 | 8    | Jo Eun-ju           | Coreia do Sul | 59.90      |                       |

Legenda
| Recorde mundial       | Recorde mundial (World record)               |                       | Recorde africano                      | Recorde africano (African) |                                           | Q | Classificado por posição (Qualified) |
| Recorde do campeonato | Recorde do campeonato (Championship record)  | Recorde da América    | Recorde da América (Americas)         | q                          | Classificado por melhor tempo (Qualified) |   |                                      |
| Melhor marca do ano   | Melhor marca do ano (World leading)          | Recorde asiático      | Recorde asiático (Asian)              | DNS                        | Não largou (Did not start)                |   |                                      |
| Recorde nacional      | Recorde nacional (National record)           | Recorde europeu       | Recorde europeu (European)            | DNF                        | Não terminou (Did not finish)             |   |                                      |
| Recorde pessoal       | Recorde pessoal do atleta (Personal best)    | Recorde da Oceania    | Recorde da Oceania (Oceania)          | DSQ / DQ                   | Desclassificado (Disqualified)            |   |                                      |
| Recorde da temporada  | Recorde da temporada do atleta (Season best) | Recorde sul-americano | Recorde sul-americano (South America) | NM                         | Sem marca (No mark)                       |   |                                      |